# Geertruida
Geertruida is een meisjesnaam.
Geertruida is afgeleid van het Germaanse ger, met de betekenis speer. Het tweede deel is mogelijk afkomstig van het Duitse Drude, wat tovenares betekent. Een andere mogelijke betekenis is 'geliefd' (Duits traut, Oudhoogduits trut, Middelnederlands druut).
Op 17 maart is er een feestdag ter ere van de heilige Gertrudis.
Afleidingen van de naam zijn onder andere: Geeke, Geerdina, Gerdien, Geeske, Geerke, Geertje, Geertrui, Gerrie/Gerry, Gertje, Gertrude, Trude, Trudi, Trudy, Trui, Truida, Truus, Gertrud (Duits).
Jongensnamen, die net als Geertruida zijn afgeleid van het Germaanse ger in de betekenis van speer, zijn onder meer Gerry en Geert.